# Eat (NXT Soundtrack)
Eat (NXT Soundtrack) (stilizzato come EAT (NXT Soundtrack)) è un EP della cantante statunitense Poppy. È stato pubblicato l'8 giugno 2021 sotto Sumerian Records per la promozione dello spettacolo WWE NXT.
Sebbene non siano stati pubblicati singoli ufficiali, molte delle canzoni sono state promosse in vari eventi nel corso del 2021.

## Descrizione
Dopo l'uscita dell'album ambient Music to Scream To e dell'EP natalizio A Very Poppy Christmas, nel secondo semestre del 2020 Poppy ha rivelato in un'intervista alla rivista Spin a dicembre che stava lavorando al suo quarto album in studio e ad altri progetti. Il 13 marzo 2021, Poppy ha annunciato attraverso i suoi social media che avrebbe suonato una nuova canzone ai 63° Annual Grammy Awards, Il giorno seguente, il brano Eat è stato eseguito per la prima volta. Un mese dopo, il 6 aprile, è stato annunciato che Poppy avrebbe debuttato con una nuova canzone al NXT TakeOver: Stand & Deliver . Durante l'evento sono state eseguite una cover di Stand and Deliver di Adam and the Ants e una canzone originale chiamata Say Cheese. Il 20 aprile, Say Cheese è diventata la sigla ufficiale di NXT. L'8 giugno Poppy tornò allo show NXT e lanciò l'EP dal vivo. "Dark Dark World" fu scelta come tema per In Your House. In seguito, Poppy diffuse l'EP su siti di streaming, rendendo poi disponibile audiocassette tramite il sito di Sumerian Records.
L'EP è stato registrato lungo l'arco di 2 giorni, ed è inoltre la prima volta in cui Poppy è la sola produttrice.

## Accoglienza
Revolver Magazine ha elogiato Eat come "uno dei suoi migliori lavori finora", definendolo "più pesante" e "più dissonante". Nel giugno 2021, l'EP è stato incluso nell'elenco della rivista dei 20 migliori album del 2021 finora e la title track è stata inclusa nell'elenco delle 30 migliori canzoni del 2021 finora.

### Liste di fine anno
| Pubblicazione | Titolo                 | Anno | Posizione | Fonti |
| ------------- | ---------------------- | ---- | --------- | ----- |
| Revolver      | 25 Best Albums of 2021 | 2021 | 9         | Nota  |

## Tracce
Testi e musiche di Poppy e Chris Greatti, eccetto dove indicato.
1. Eat – 3:01
2. Say Cheese – 2:42
3. Cue – 3:26
4. Breeders – 2:26 (Moriah Pereira, Simon Wilcox)
5. Dark Dark World – 2:49

Lunghezza totale: 14:24 minuti.

## Cronologia di pubblicazione
| Regioni     | Data           | Formati                      | Etichetta | Fonti |
| ----------- | -------------- | ---------------------------- | --------- | ----- |
| Varie       | 8 giugno 2021  | Download digitale, streaming | Sumerian  | Nota  |
| Varie       | Luglio 2021    | Audiocassetta                | Sumerian  | Nota  |
| Stati Uniti | 20 aprile 2024 | Long playing                 | Sumerian  | Nota  |